# Apis mellifera
Albina meliferă vestică sau albina meliferă europeană (Apis mellifera) este o specie  din familia Apidae. Apis mellifera este denumirea latină, apis însemnând "albină", mel "miere" și ferre "a purta" - numele științific înseamnă "albina care poartă miere". Din punct de vedere tehnic, denumirea este falsă, deoarece albinele poartă, transportă nectar și produc miere. 
Numele a fost încetățenit în 1758 de către Carolus Linnaeus care a încercat să-l corecteze într-o publicație ulterioară cu Apis mellifica (albina producătoare de miere); în orice caz, conform regulilor sinonimiei, în nomenclatura zoologică, numele mai vechi are întâietate. Cei care nu sunt conștienți de acest lucru, încă mai utilizează pronunția ulterioară incorectă. În 28 octombrie 2006, Consorțiul de secvențiere a genomului albinei melifere a secvențiat și analizat genomul Apis mellifera.
În 2007 atenția mass-media a fost centrată pe Anomalia Colapsului Coloniei (CCD - Colony Collapse Disorder), dispariția subită a coloniilor de albine vestice din America de Nord.

## Descriere
Albinele trăiesc in familii numeroase, de 10 000-50 000 de indivizi, adăpostite în stup. Într-o familie sunt 3 tipuri de albine: matca (regina), albinele lucrătoare și trântorii.
Albinele lucrătoare strâng nectarul florilor, care în gușă se amestecă cu saliva și se transformă în miere. Mierea este depusă în cămăruțele hexagonale ale fagurelui de ceară. Albinele lucrătoare sunt cele mai numeroase și îndeplinesc toate muncile în stup: curăță stupul, hrănesc și îngrijesc larvele și matca, construiesc fagurii, apară familia de dușmani și produc mierea.
Albinele lucrătoare trăiesc aproximativ 3 luni.
Matca este una singură într-un stup și depune 2000-3000 de ouă pe zi. Ea traiește 5 ani.
Trântorii nu au ac. Într-o familie sunt câteva sute de trântori care se împerechează cu regina.

## Distribuția geografică

### Subspecii originare din Europa
- Apis mellifera ligustica, clasificată de Spinola, 1806 - albina italiană. Rasa cea mai comună din America de Nord, America de Sud și sudul Europei. Albinele italiene sunt crescute în toată lumea în scopuri comerciale. Sunt foarte blânde și nu sunt predispuse la roire, producând un surplus de miere considerabil. Au puține caracteristici indezirabile. Coloniile tind să mențină populații mari de-a lungul iernii, astfel încât necesită mai multe resurse de hrană pentru a supraviețui în comparație cu alte subspecii din zone temperate.
- Apis mellifera carnica, clasificată de Pollmann, 1879 - Carniola este o regiune din Slovenia, în partea de sud a Alpilor Austrieci, în partea de nord a Balcanilor - cunoscută ca albina carniolană - este populară apicultorilor datorită blândeții sale.
- Apis mellifera caucasica, clasificată de Pollmann, 1889 - Caucasus Mountains.
- Apis mellifera remipes, clasificată de Gerstäcker, 1862 - Caucasus, Iran, Marea Caspică.
- Apis mellifera mellifera, clasificată de Linnaeus, 1758.
- Apis mellifera iberiensis, clasificată de Engel, 1999.* Apis mellifera cecropia, clasificată de Kiesenwetter, 1860 - Southern Grecia
- Apis mellifera cypria, clasificată de Pollmann, 1879.* Apis mellifera ruttneri, clasificată de Sheppard, Arias, Grech & Meixner in 1997- is a sub-species originating in the Maltese islands.
- Apis mellifera sicula, clasificată de Montagano, 1911.

### Subspecii originare din Africa
- Apis mellifera scutellata, clasificată de Lepeletier, 1836.[1]
- Apis mellifera capensis, clasificată de Eschscholtz, 1822.
- Apis mellifera monticola, clasificată de Smith, 1961.
- Apis mellifera sahariensis, clasificată de Baldensperger, 1932.
- Apis mellifera intermissa, clasificată de von Buttel-Reepen, 1906; Maa, 1953.
- Apis mellifera major, clasificată de Ruttner, 1978.
- Apis mellifera adamsonii, clasificată de Latreille, 1804.
- Apis mellifera unicolor, clasificată de Latreille, 1804 - Madagascar
- Apis mellifera lamarckii, clasificată de Cockerell, 1906.[2]
- Apis mellifera litorea, clasificată de Smith, 1961.
- Apis mellifera nubica.
- Apis mellifera jemenitica, clasificată de Ruttner, 1976 - Somalia, Uganda, Sudan, Yemen.

### Subspecii originare din Orientul Mijlociu și Asia
- Apis mellifera macedonica, clasificată de Ruttner, 1988  - Republica Macedonia și nordul Greciei
- Apis mellifera meda, clasificată de Skorikov, 1829 - Irak
- Apis mellifera adamii, clasificată de Ruttner, 1977 - Creta
- Apis mellifera armeniaca, Orientul Mijlociu, Caucaz, Armenia
- Apis mellifera anatoliaca, clasificată de Maa, 1953  -  Această rasă este tipică coloniilor din regiunea centrală a Anatoliei dinn Turcia și Irak (este răspândită în vest până în Armenia). Are multe caracteristici bune, dar uneori lucrul în stup și în afara lui poate fi neplăcut.
- Apis mellifera syriaca, clasificată de Skorikov, 1829 - (albina din Siria) Orientul Apropiat și Israel
- Apis mellifera pomonella, clasificată de Sheppard & Meixner, 2003 - Albine melifere endemice din Munții Tien din Asia Centrală. Această subspecie este răspândită până în estul cel mai îndepărtat.